# Éditions David R. Godine
Les éditions David R. Godine sont une maison d'édition américaine fondée à Boston, (Massachusetts) par David R. Godine, en 1970. La plupart des premiers titres édités sont des succès typographiques. Les éditions Godine sont depuis devenue une maison d'éditions généraliste cotée, ayant pignon sur rue. 20 à 30 titres paraissent chaque année, en une liste éclectique qui va de la littérature de fiction à des livres illustrés sur le jardinage. Les acquisitions sont dirigées selon les goûts de son président et fondateur, David R. Godine, toujours actif. Quelques-uns des premiers titres sont considérés comme des « collectors », comme les livres d'Arthur Freeman ou ceux d'Andrew Marvell.
Au fil des ans la maison d'édition et les auteurs ont reçu quelques récompenses de prestige : le Boston Globe Literary Press Award en 1987, le premier New England Booksellers Annual Award en 1989 et le W.A Dwiggins Award en 1994. 
En 2002, John Martin vend par un « gentleman's agreement » sa maison d'édition Black Sparrow Press à David R. Godine. La transaction ne comprend pas les auteurs les plus prestigieux, Charles Bukowski, John Fante, Wyndham Lewis et Paul Bowles.